# 쾰러 조명
쾰러 조명(Köhler illumination)은 투과광 및 반사광(투과 및 에피 조명) 광학 현미경 검사에 사용되는 표본 조명 방법이다. 쾰러 조명은 시료에 균일한 조명을 생성하고 조명 소스(예: 할로겐 램프 필라멘트)의 이미지가 결과 이미지에 표시되지 않도록 한다. 쾰러 조명은 현대 과학 광학 현미경에서 시료 조명을 위한 주요 기술이다. 이를 위해서는 더 비싸고 기본적인 광학 현미경에는 없는 추가 광학 요소가 필요하다.

## 광학적 원리
중요한 조명의 주요 한계는 표본 이미지 평면에 광원의 상이 형성된다는 것이다. 쾰러 조명은 광원의 상(image)이 샘플 평면과 공액 이미지 평면(conjugate image plane)에서 완벽하게 초점이 흐려지는 것을 보장함으로써 이 문제를 해결한다. 조명 광 경로의 광선 다이어그램에서 이는 샘플을 통해 평행하게 통과하는 이미지 형성 광선으로 볼 수 있다.
쾰러 조명이 작동하려면 여러 가지 광학 부품이 필요하다.

쾰러 조명의 개략도. 상단: 조명 빔 경로, 연한 녹색 막대로 표시된 공액 평면. 하단: 이미징 빔 경로, 연한 파란색 막대로 표시된 결합 평면.

- 콜렉터 렌즈 및 필드 렌즈
- 필드 다이어프램
- 콘덴서 다이어프램
- 콘덴서 렌즈